# Grubenbahn

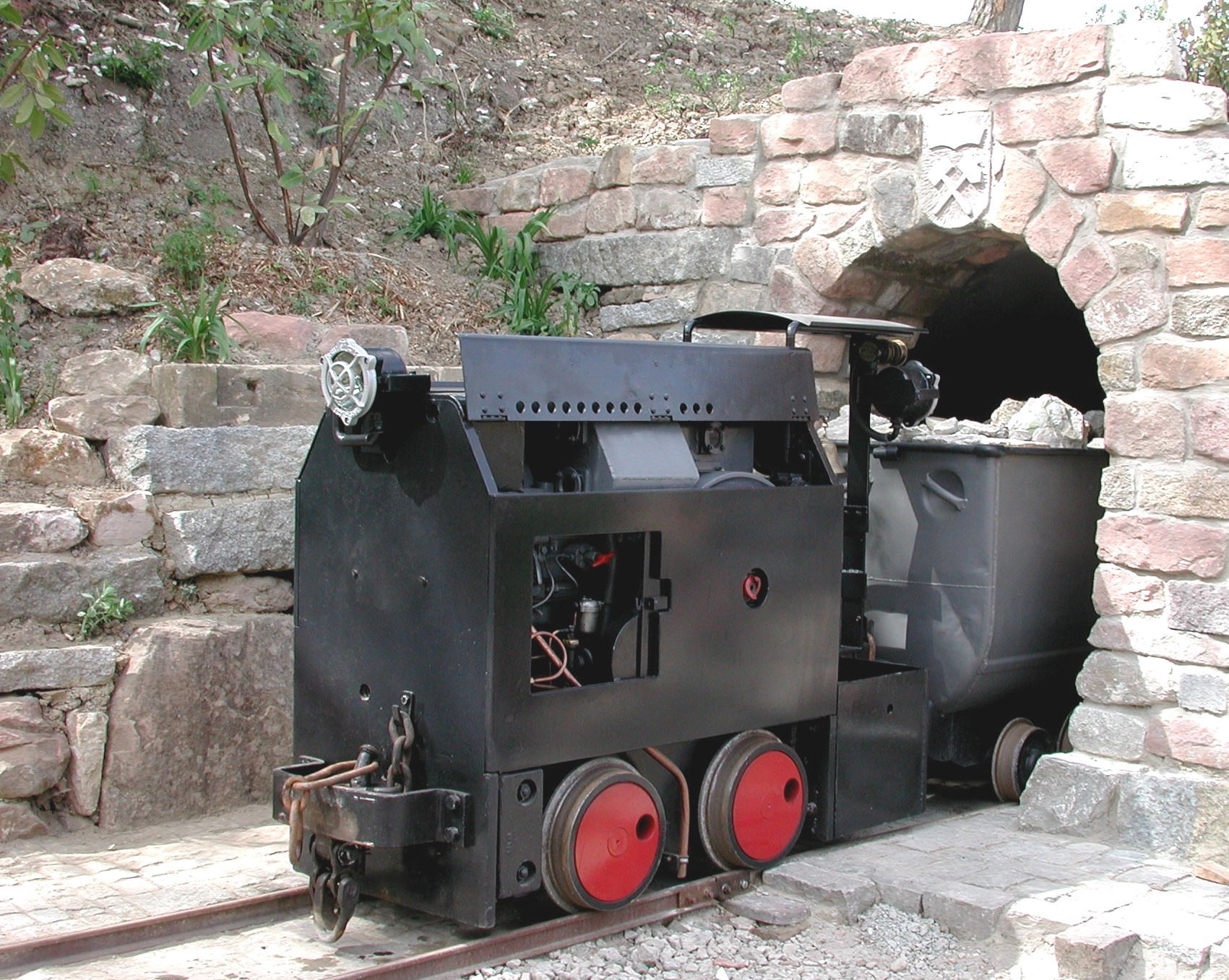
Deutz-Grubenlok MLH 514, Bj. 1938

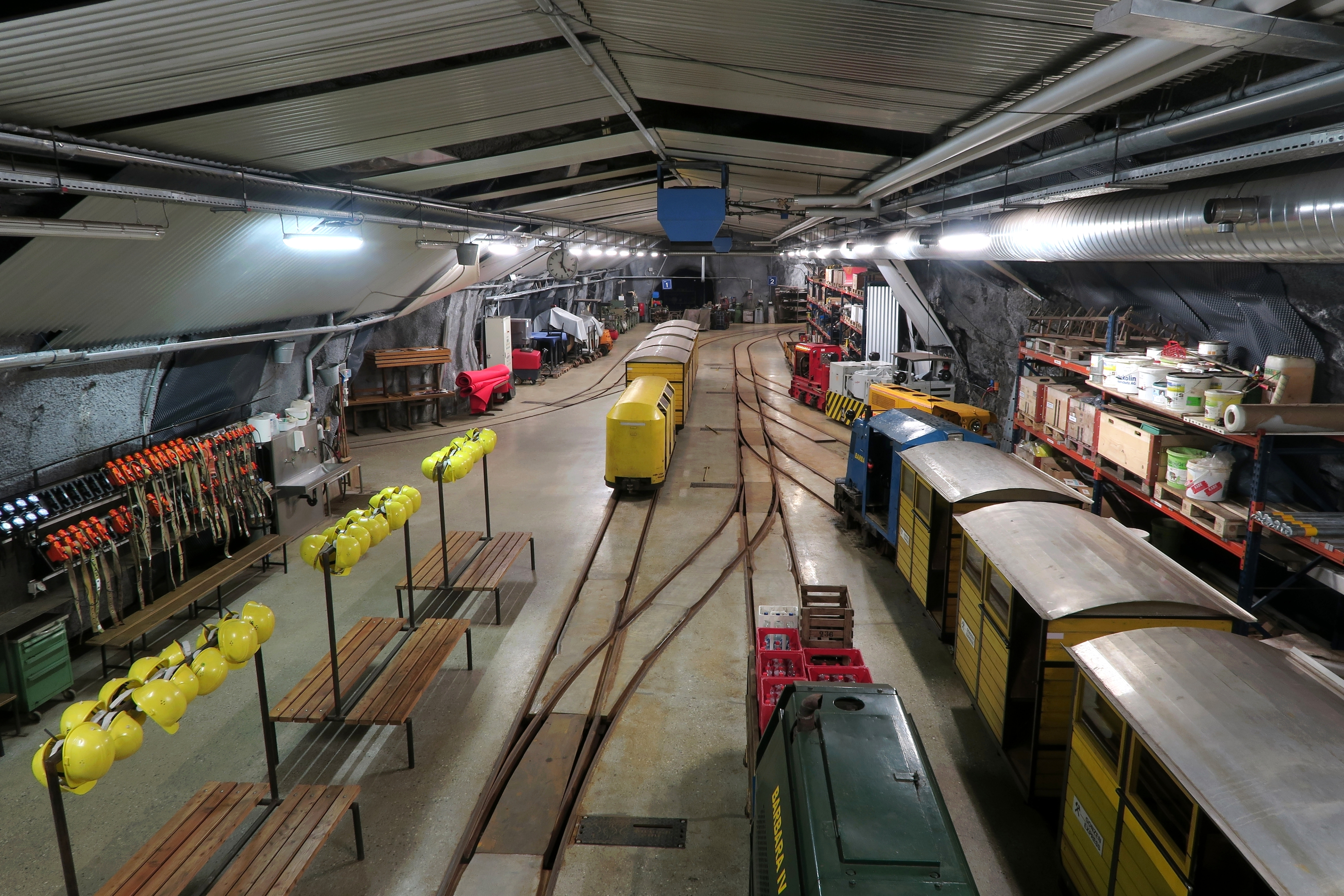
Eisenbergwerk Gonzen in Sargans, St. Gallen, Schweiz Besucherbahnhof (2016)

Zur Grubenbahn gehören Bahnanlagen, welche im Bergbau über wie unter Tage zum Abtransport von Erz, Kohle und Abraum  sowie zum Transport der Kumpel (Bergleute) verwendet werden. Heute werden Grubenbahnen meist elektrisch betrieben, in früheren Zeiten dienten vor allem Ponys wie etwa Shetlandponys, aber auch Grubenpferde, als Zugtiere. Bei sehr beengten Verhältnissen wurden auch Kinder eingesetzt, das heißt in diesem Fall handelte es sich um handbetriebene Bahnen. Da häufig Grubengase oder entzündliches Fördergut (z. B. Kohlenstaub) einen feuerlosen Betrieb ratsam machen, ist noch heute die elektrische Traktion auch dort bevorzugt, wo Eisenbahnen sonst nicht elektrifiziert sind. Es gab und gibt aber auch Grubenbahnen mit Verbrennungsantrieb, was insbesondere unter Tage Herausforderungen an die Bewetterung stellt.

## Allgemeines
Grubenbahnen gibt es als
- Strossenbahnen
- Verbindungsbahnen
- Anschlussbahnen

mit verschiedenen Spurweiten, die durch die notwendigen Beschränkungen der Kurvenradien und der Lichtraumprofile bestimmt werden.
Von Grubenbahnen besteht schon aufgrund der meist geringen Spurweite häufig kein direkter Anschluss an die Grubenanschlussbahn oder das öffentliche Eisenbahnnetz. Im Untertagebau ermöglichen Schmalspur und ein kleines Fahrzeugumgrenzungsprofil den Bahnbetrieb im Grubenbau auch in engen Strecken. Insbesondere in Tagebauen existieren jedoch auch Grubenbahnanlagen in Regel- bzw. der landesüblichen Standardspur. Sinnvoll ist das, wenn die Abbauprodukte ohne weitere Behandlung abtransportiert werden können. In Mitteldeutschland existierte im Leipzig-Altenburger Braunkohlerevier bis 1995 das größte zusammenhängende schmalspurige Gruben- und Kohleverbindungsbahnnetz über Tage in Europa. Es umfasste zur Zeit der größten Ausdehnung 726 Kilometer in 900 Millimeter Spurweite. Davon waren etwa 215 Kilometer rückbare Strossengleise innerhalb der Gruben und 511 Kilometer stationäre Gleisanlagen der Kohleverbindungsbahnen. In Irland betrieb und betreibt Bord na Móna ein – teilweise rückbares – Gleisnetzwerk zum übertägigen Torfabbau von mehreren hundert Kilometer Länge.
Bis 1999 wurde im Tagebau Zwenkau bei Leipzig der letzte 900-Millimeter-Grubenbahnbetrieb in Sachsen aufrechterhalten. Vom ehemals vorhandenen Gleisnetz wurden zuletzt noch befahren: 70 Kilometer rückbare und 90 Kilometer stationäre Gleisanlagen in 900 Millimeter Spurweite innerhalb des Tagebaubetriebes Zwenkau sowie etwa 20 Kilometer regelspurige Kohleverbindungsbahn zu den Kraftwerken (1995–1999). Mit der Schließung dieses Tagebaus endete auch die Geschichte der 900-Millimeter-Grubenbahnen im Braunkohlebergbau in Sachsen. Im Dezember 1999 wurde auch der letzte Mitteldeutsche Gruben- und Kohlebahnbetrieb auf 900 Millimeter Spurweite in der Lausitz stillgelegt.

## Elektrischer Betrieb
Die vor 1900 verwendete elektrische Antriebstechnik mit Gleichspannung von wenigen hundert Volt und direkter Motorspeisung aus der Fahrleitung ermöglichte den Bau von leistungsfähigen, kleinen und robusten Zugmaschinen mit einfachen Mitteln. Dies kam den Bedürfnissen von Grubenbahnen vor allem für den Untertagebetrieb sehr entgegen und so verbreitete sich der elektrische Betrieb bei Grubenbahn früh und umfassend.

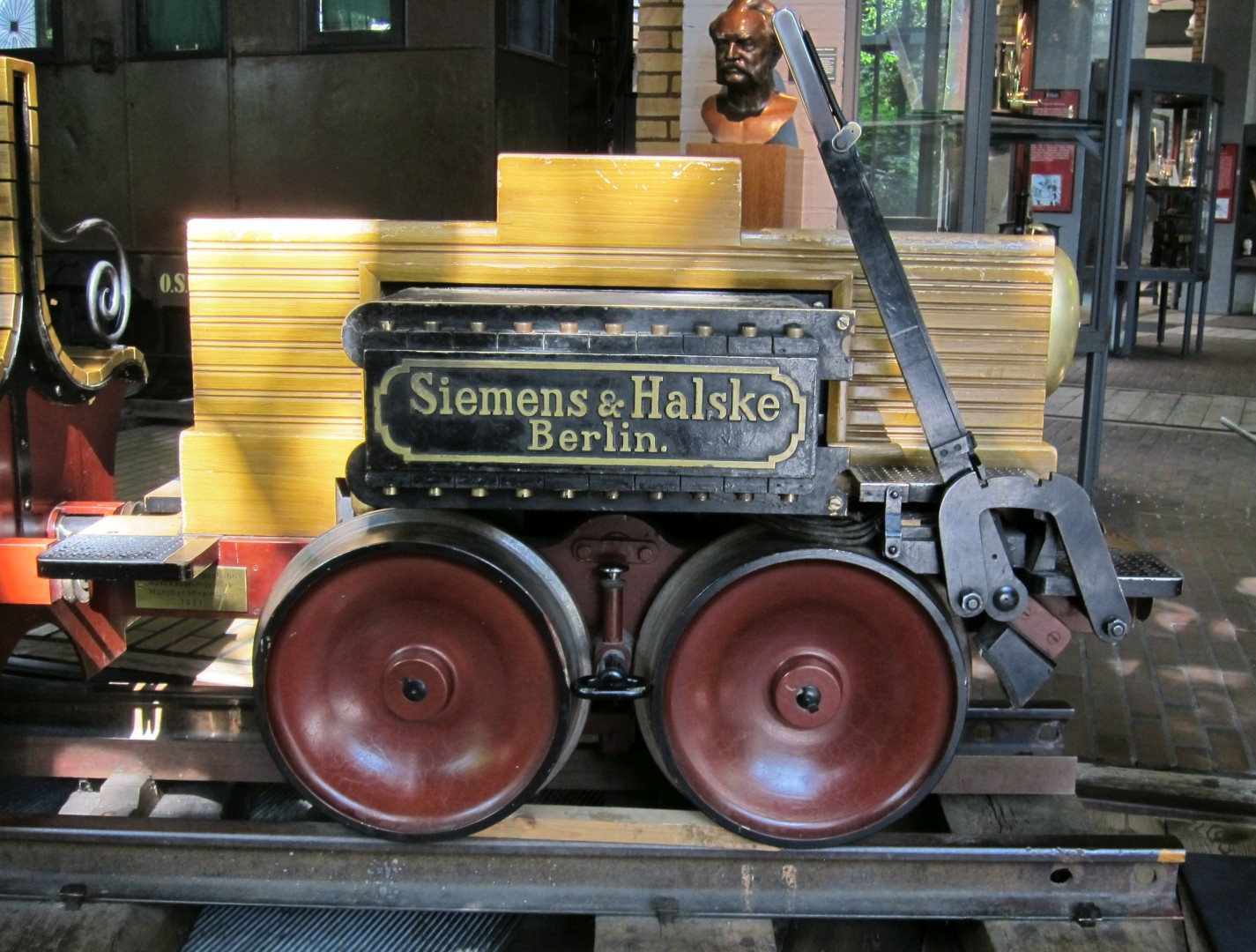
Siemens-Lok 1879, vom Bergwerk nicht abgenommen
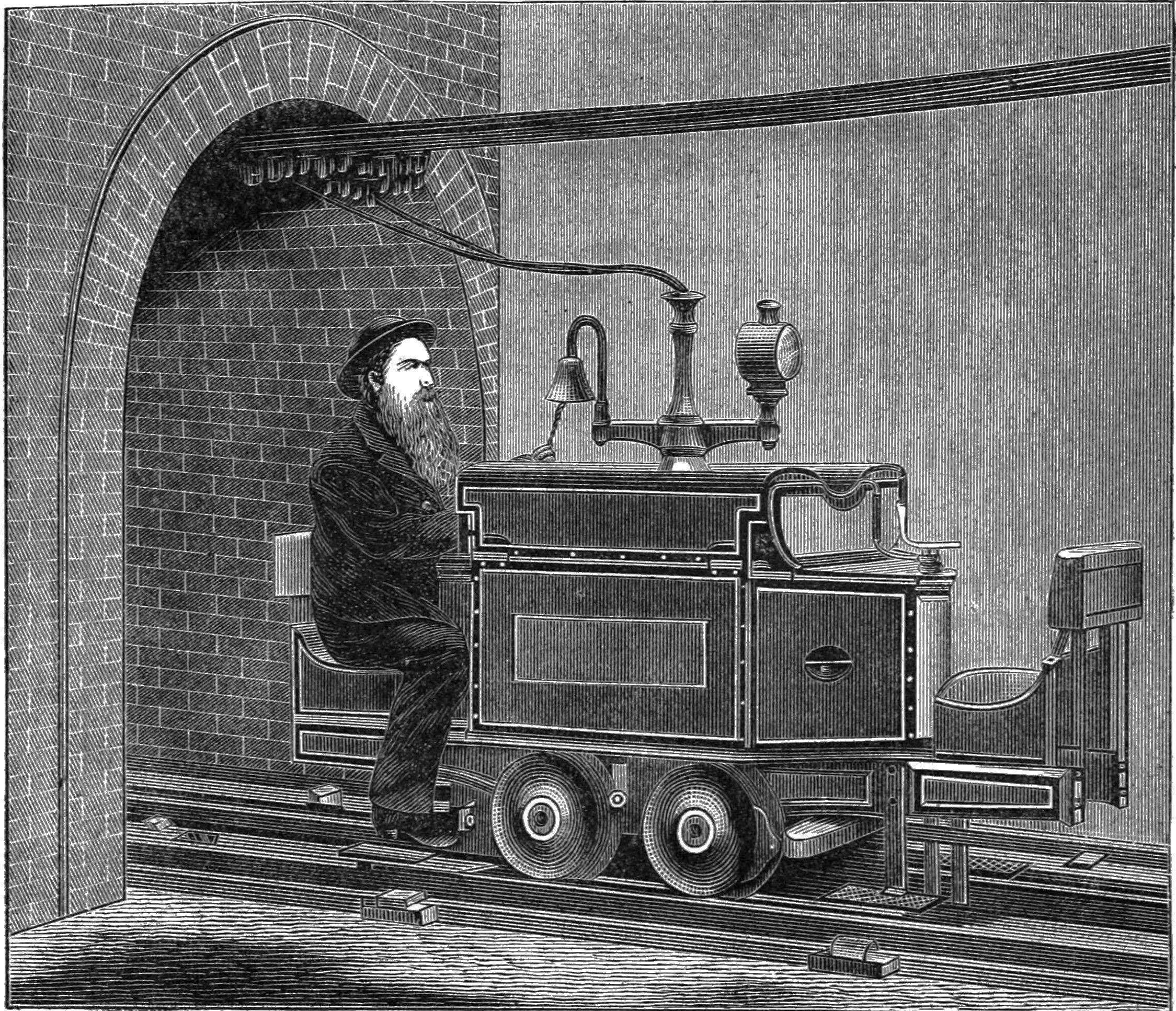
Erste elektrische Grubenlok „Dorothea“. Werbezeichnung um 1882
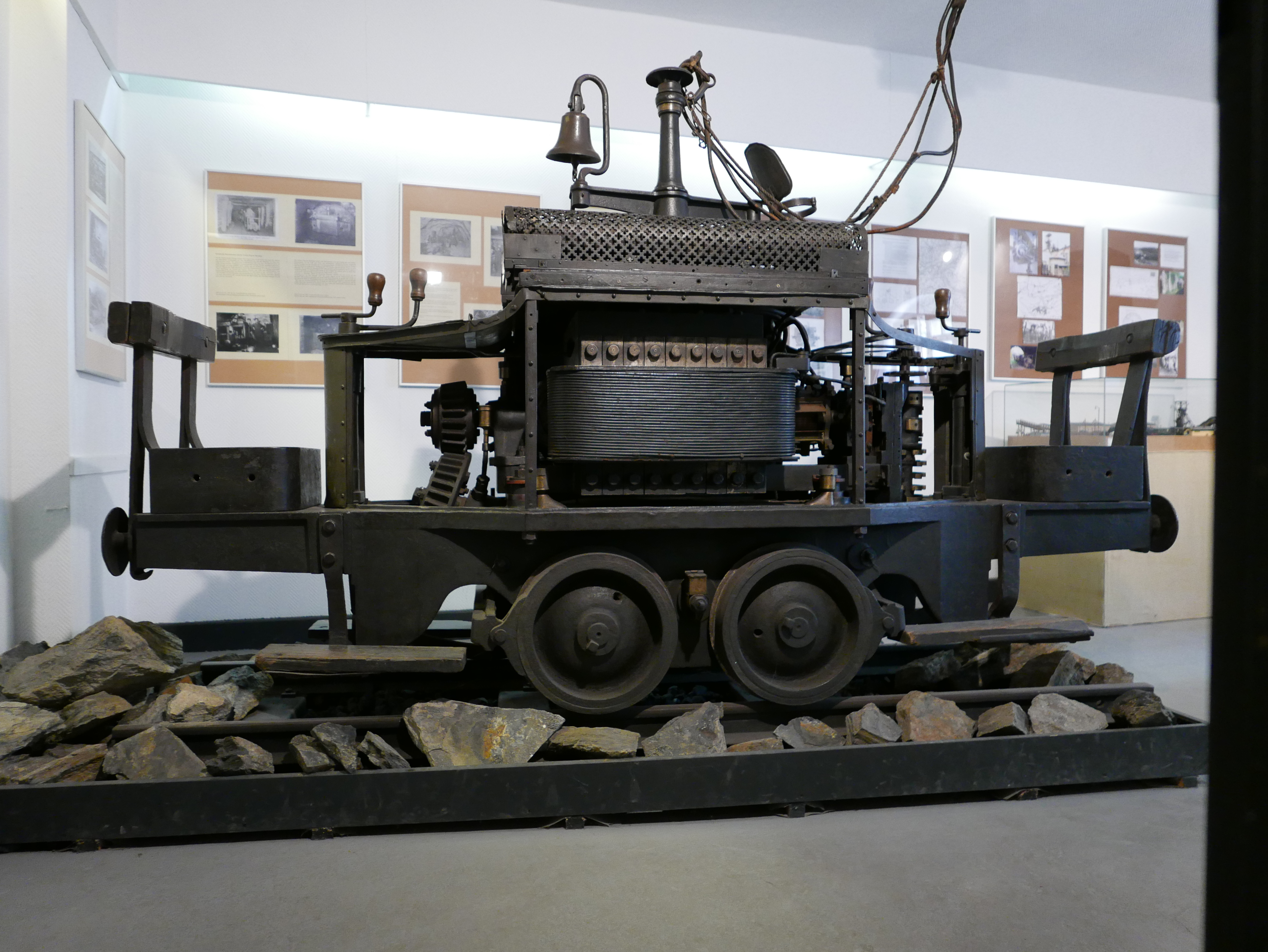
Siemens-Grubenlok Dorothea ohne Seitenverkleidung
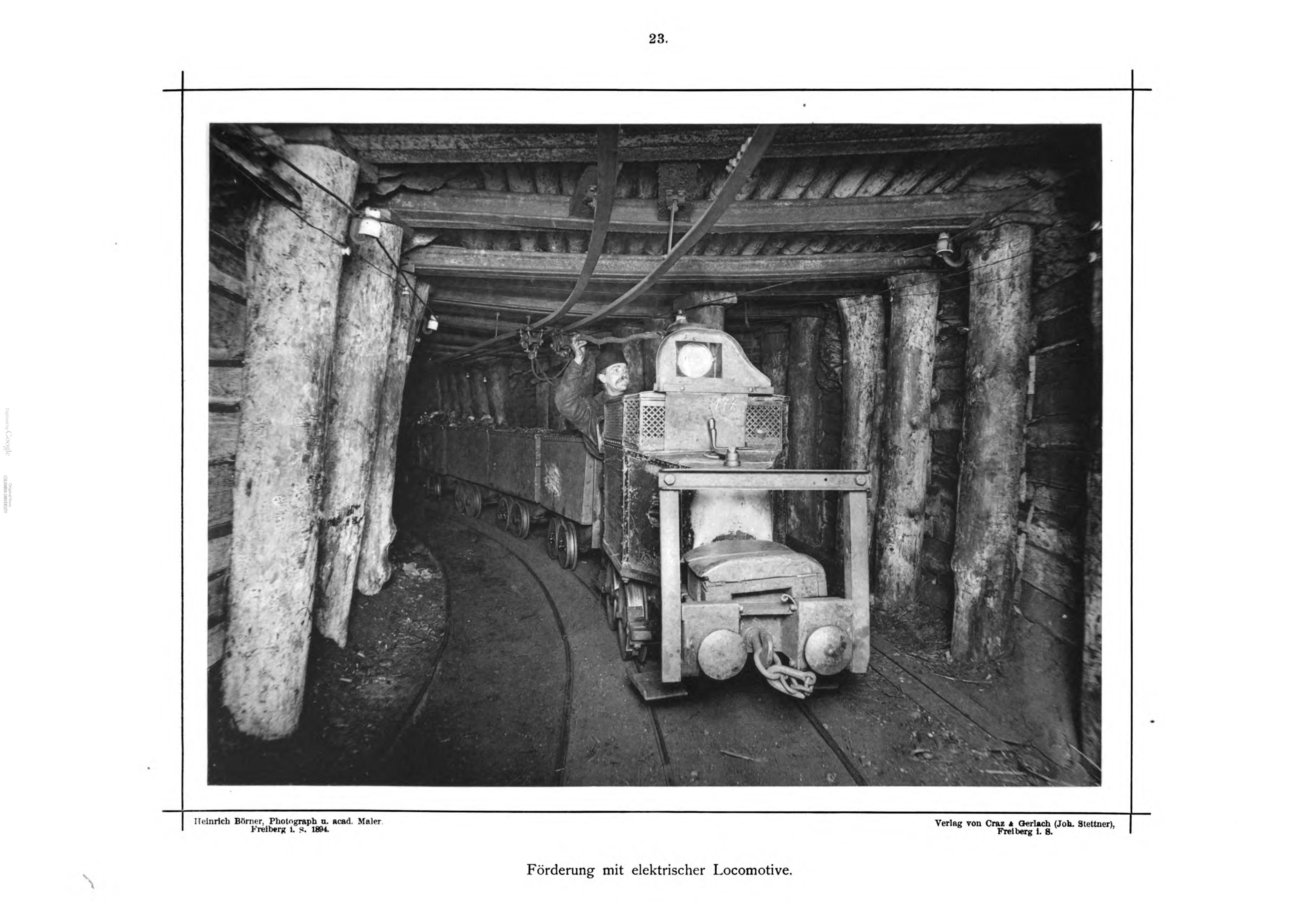
Grubenlokomotive 1894
Elloks von SSW bei der ARBED Burbach 1897
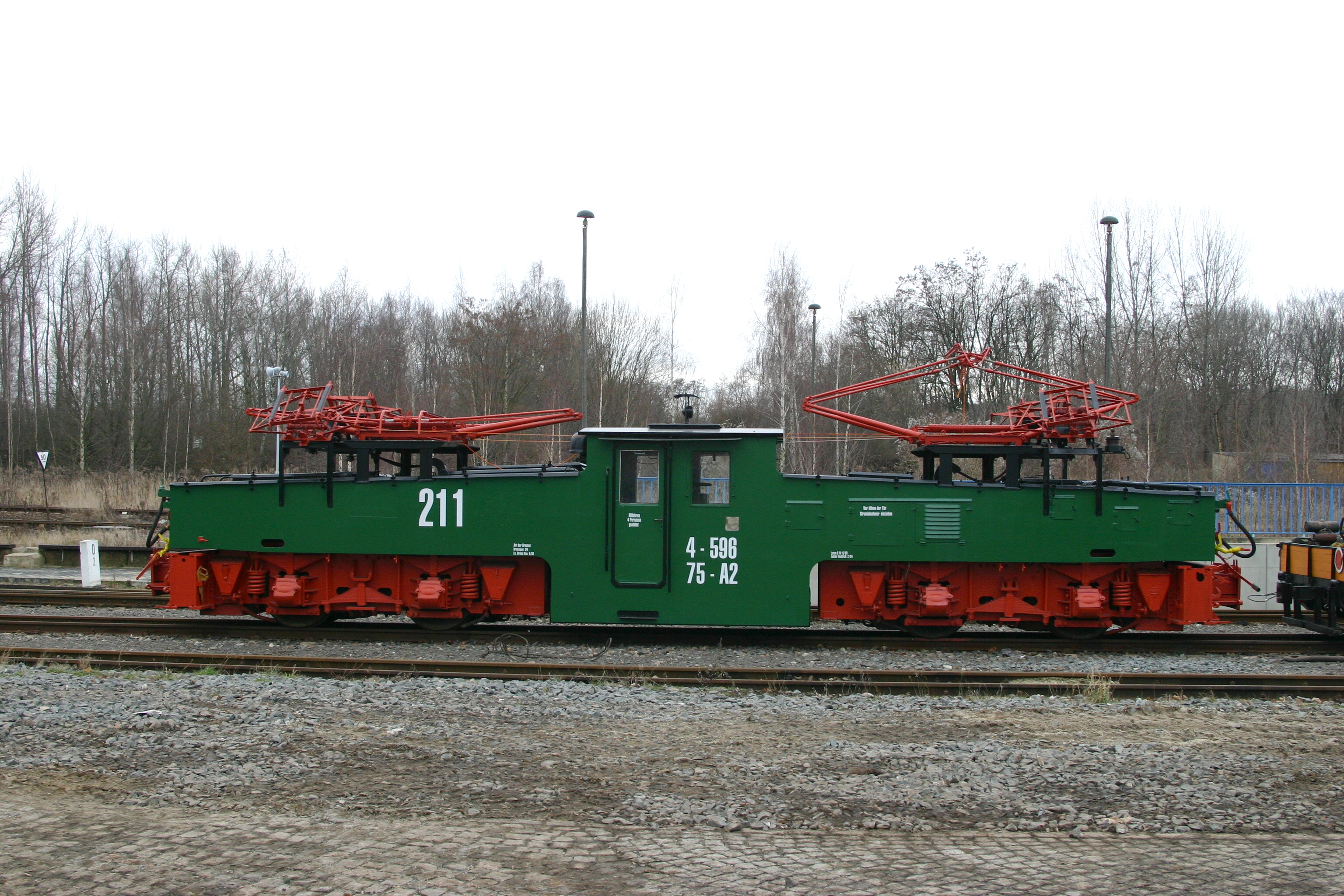
Lokomotive vom Typ LEW EL 3
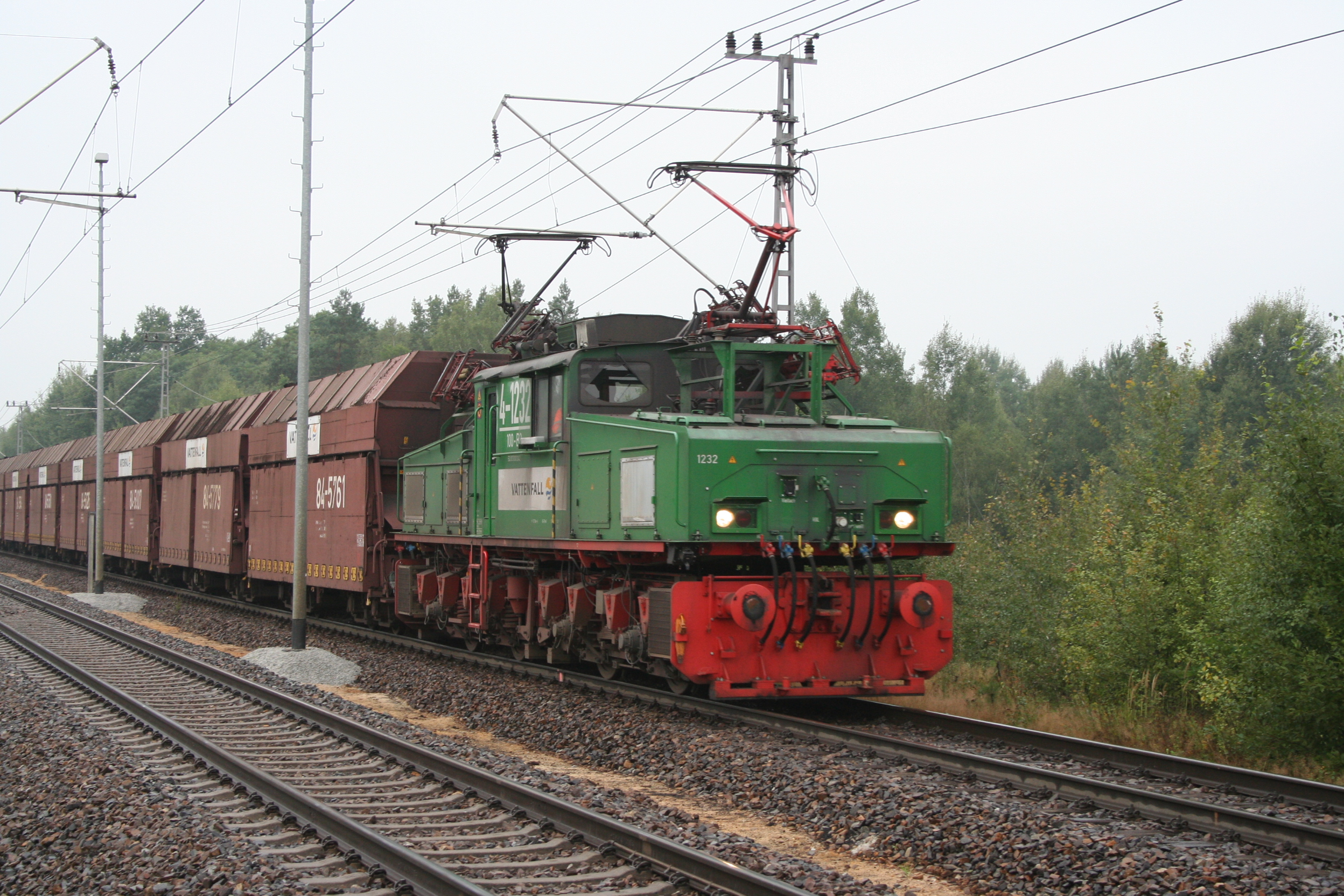
modernisierte LEW EL 2 bei Vattenfall im Lausitzer Revier
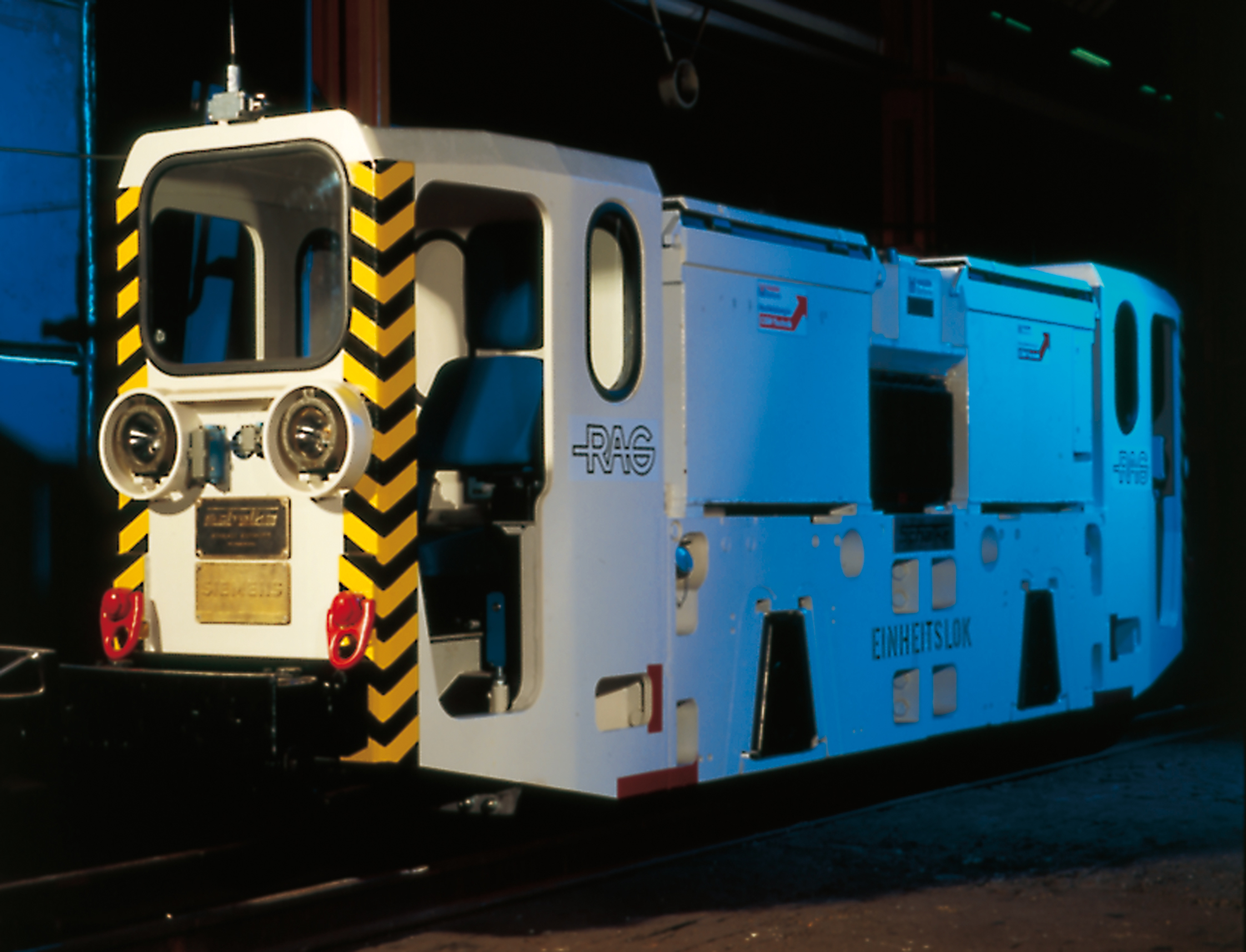
Untertage-Bergbaulokomotive für die RAG, Schalker Eisenhütte

Die erste elektrische Bergbaulokomotive der Welt wurde von Siemens & Halske für den Steinkohlebergbau im sächsischen Zauckerode (inzwischen Stadtteil von Freital) bei Dresden entwickelt. Die „Dorothea“ (altgriechisch: Geschenk Gottes) getaufte Lokomotive nahm am 25. August 1882 im 5. Hauptquerschlag des Oppelschachtes der Königlichen Steinkohlenwerke Zauckerode ihren Betrieb auf. Sie stand bis zur Einstellung der Förderung auf dem Oppelschacht 1927 im Dienst und war damit zugleich die erste Elektrolokomotive der Welt im Dauereinsatz. Sie blieb erhalten und ist als Leihgabe von Siemens in den Städtischen Sammlungen Freital auf Schloss Burgk ausgestellt.
1892 nahm die Bleiberger Bergwerks Union den Betrieb einer ersten elektrischen Grubenbahn in Österreich auf. 1894 wurde die Minenbahn des Aachener Hütten-Aktien-Vereins Rothe Erde elektrisch betrieben und in der Folge auch zahlreiche weitere Grubenbahnen im Rheinland, Saarland, Lothringen, Luxemburg und im belgischen Wallonien. In großem Umfang erfolgten Lieferungen von elektrischen Lokomotiven hierfür vor allem von der Allgemeinen Electricitäts-Gesellschaft (AEG), von Siemens & Halske, den Siemens-Schuckertwerken (SSW) und der Union-Elektricitäts-Gesellschaft (UEG) in diese Länder. In allen Bergwerken der Ruhrkohle AG (heute Deutsche Steinkohle AG, DSK) werden explosionsgeschützte Bergbaulokomotiven der Schalker Eisenhütte eingesetzt.

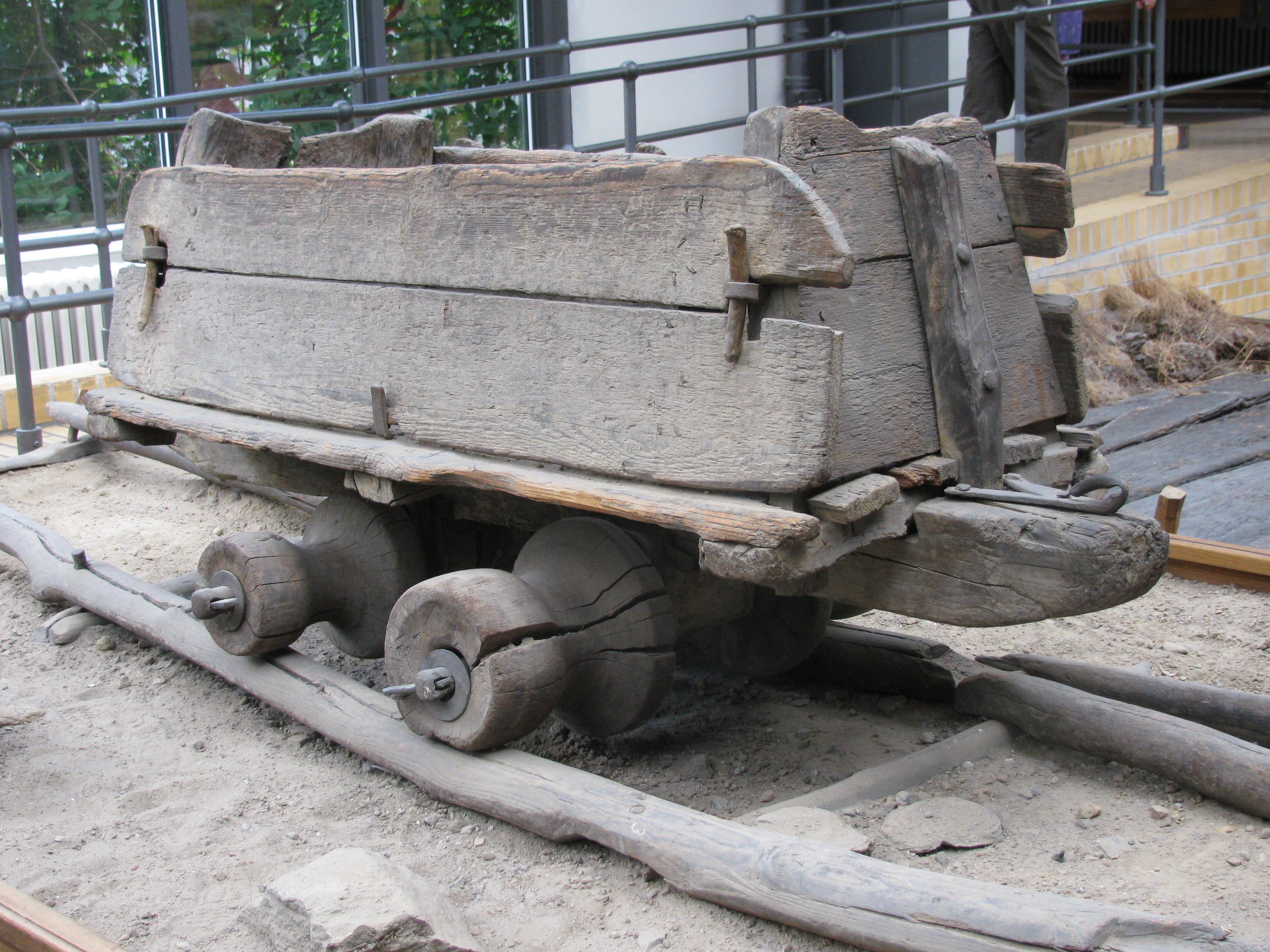
Grubenbahnwagen auf Holzbohlenschienen, Siebenbürgen, Ende des 19. Jahrhunderts
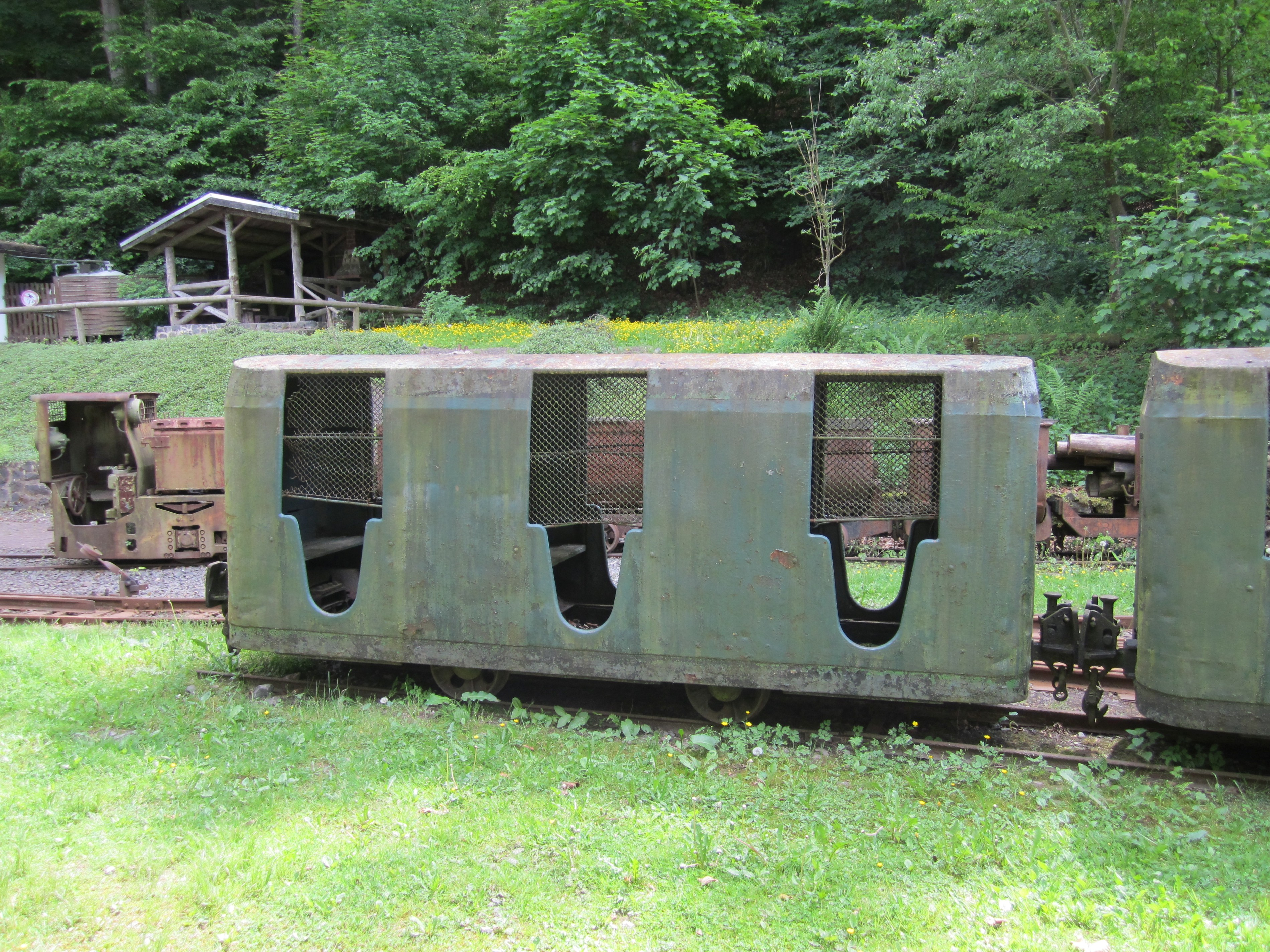
Personenwagen einer Grubenbahn
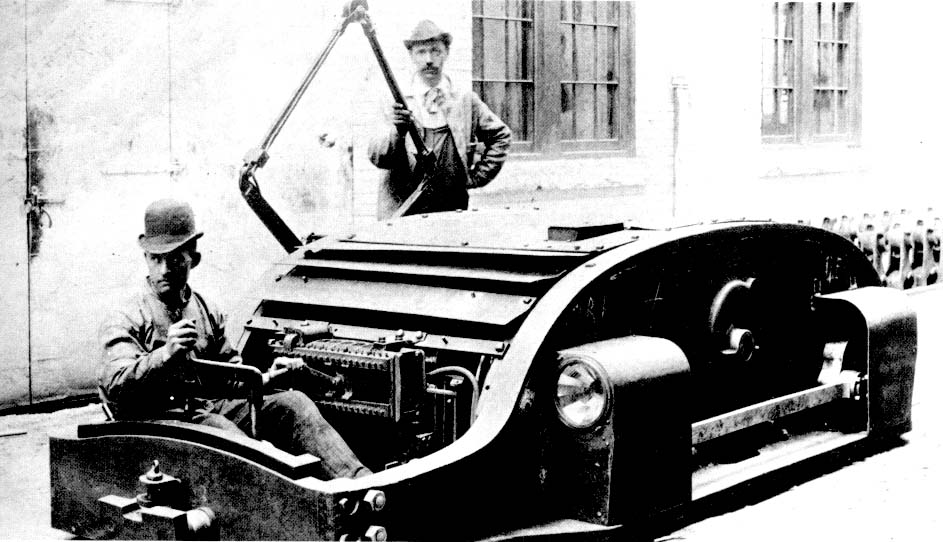
2-Tonnen-Grubenlokomotive, USA, 1895
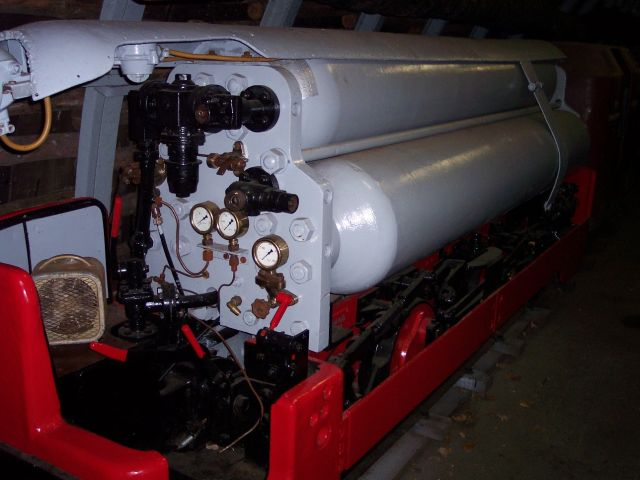
Druckluft-Grubenlokomotive

## Druckluftbetrieb
Der Antrieb von Druckluftlokomotiven erfolgt über gespeicherte Druckluft, welche die Lokomotive in Druckbehältern mitführt. Dieser Antrieb hat Vorteile für die Grubensicherheit und als Nachteil hohe Betriebskosten.

## Kraftstoff-Betrieb

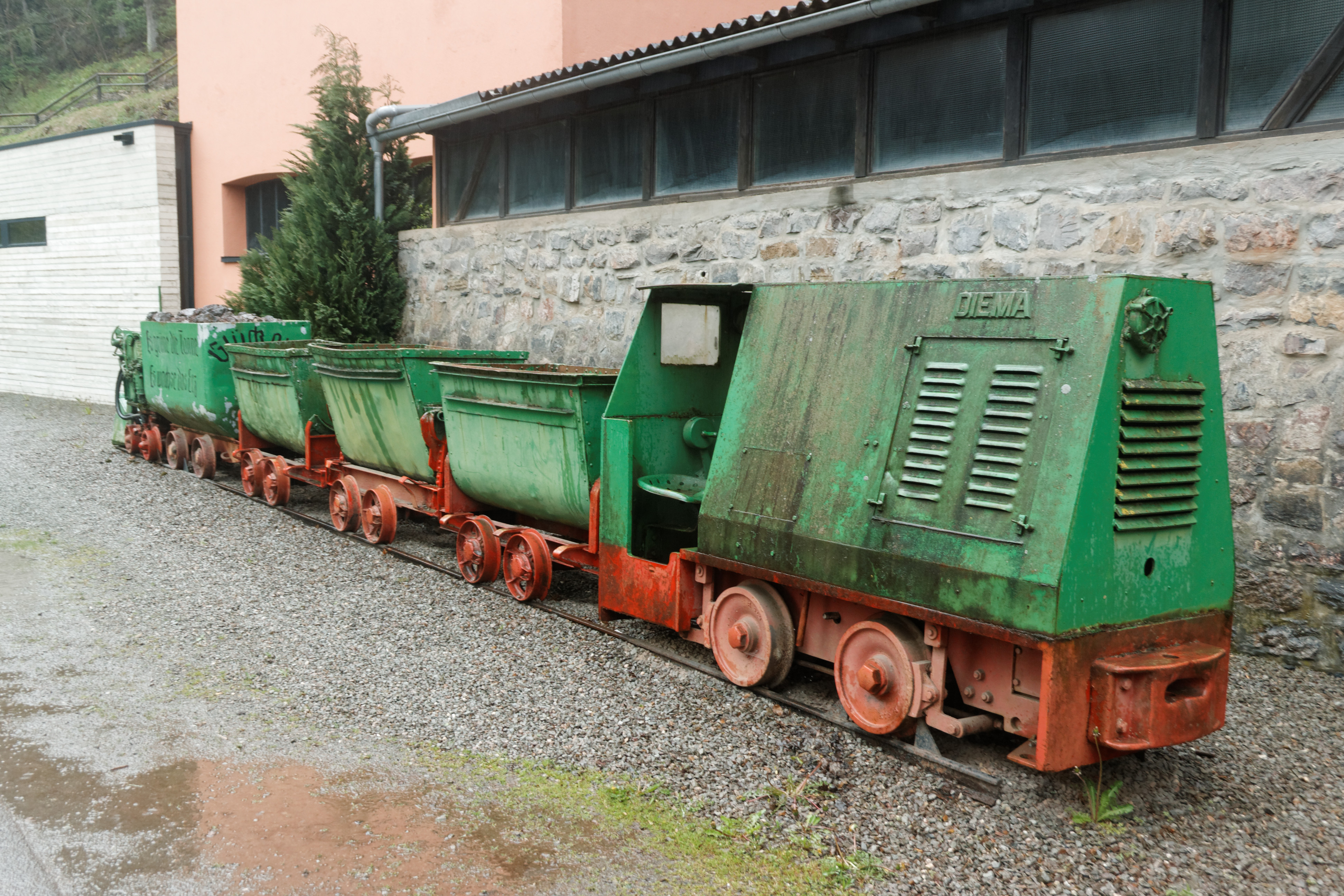
DIEMA-Grubenbahnlokomotive mit Förderwagen vor dem Besucherbergwerk Grube Christiane in Adorf (Diemelsee)

Moderne Grubenbahnlokomotiven werden aus Sicherheitsgründen (Schwerentflammbarkeit des Kraftstoffes) ausschließlich mit Dieselkraftstoff betrieben. Im 19. und beginnenden 20. Jahrhundert wurden die Fahrzeuge hingegen auch mit Benzin, Benzol und Spiritus-/Benzolgemisch betrieben. Da solche Antriebe wohl bevorzugt im Erzbergbau eingesetzt wurden, musste Schlagwettersicherheit durch besondere Bauarten der Motoren sowie spezielle Abgasführung mit späterhin kühlender Wassereinspritzung und Sieb-, Span- oder Plattenschutz vor den Auspufföffnungen realisiert werden. Außerdem trugen diese Filter wesentlich zur Verminderung lästiger Gerüche bei.

## Kohlenbahn als Museum und Museumsbahn
Ein Reststück der im Leipzig-Altenburger Braunkohlerevier vorhandenen Kohlenbahn kann als Museum beziehungsweise als Museumsbahn besichtigt und gefahren werden. Auf der Bahnstrecke Regis-Breitingen–Meuselwitz findet regelmäßig ein Museumsbetrieb statt.

## Grubenbahnen in Besucherbergwerken

### Deutschland
| Name                               | Bundesland          | Ort                                   | Besonderheiten                                                                                              |
| ---------------------------------- | ------------------- | ------------------------------------- | --- |
| Finstergrund                       | Baden-Württemberg   | Wieden                                | |
| Tiefer Stollen                     | Baden-Württemberg   | Aalen-Wasseralfingen                  | Besucherbergwerk mit 600-mm-Grubenbahn, 1032 m Gesamtstrecke, davon 603 m für Besucher, Akkuloks, Diesellok |
| Salzbergwerk Berchtesgaden         | Bayern              | Berchtesgaden                         | |
| Grube Fortuna (Solms)              | Hessen              | Oberbiel                              | Besucherbergwerk mit Schachtbetrieb, Feld- und Grubenbahnmuseum mit Rundkurs, 600 Millimeter, 2,3 Kilometer |
| Klosterstollen Barsinghausen       | Niedersachsen       | Barsinghausen                         | 600 Millimeter, 1,3 Kilometer                                                                               |
| Ottiliae-Schacht                   | Niedersachsen       | Clausthal-Zellerfeld                  | Tagesförderbahn zum ehemaligen Bahnhof in Clausthal, 600 Millimeter, 2,2 Kilometer                          |
| Weltkulturerbe Rammelsberg         | Niedersachsen       | Goslar                                | |
| Grube Lautenthals Glück            | Niedersachsen       | Langelsheim-Lautenthal                | |
| Erzbergwerk Ramsbeck               | Nordrhein-Westfalen | Bestwig-Ramsbeck                      | |
| Besucherbergwerk Kleinenbremen     | Nordrhein-Westfalen | Kleinenbremen                         | |
| Grube Silberhardt                  | Nordrhein-Westfalen | Windeck/Sieg                          | 600 Millimeter                                                                                              |
| Kilianstollen                      | Nordrhein-Westfalen | Marsberg                              | 1100 Meter                                                                                                  |
| Grube Bindweide                    | Rheinland-Pfalz     | Steinebach/Sieg                       | |
| Kalkbergwerk am Königsberg         | Rheinland-Pfalz     | Wolfstein                             | |
| Rischbachstollen                   | Saarland            | St. Ingbert                           | |
| Markus-Röhling-Stolln              | Sachsen             | Annaberg-Buchholz, Ortsteil Frohnau   | 600 Millimeter                                                                                              |
| Zinngrube Ehrenfriedersdorf        | Sachsen             | Ehrenfriedersdorf                     | (untertägige Strecke), 600 Millimeter                                                                       |
| Lehr- und Schaubergwerk „Glöckl“   | Sachsen             | Johanngeorgenstadt                    | |
| Besucherbergwerk Zinnkammern Pöhla | Sachsen             | Schwarzenberg/Erzgeb., Ortsteil Pöhla | |
| Röhrigschacht                      | Sachsen-Anhalt      | Sangerhausen-Wettelrode               | |
| Schwefelkiesgrube Einheit          | Sachsen-Anhalt      | Elbingerode                           | Schaubergwerk 2015 geschlossen                                                                              |
| Rabensteiner Stollen               | Thüringen           | Ilfeld-Netzkater                      | 600 Millimeter                                                                                              |
| Volle Rose                         | Thüringen           | Ilmenau                               | |

### Luxemburg
1. Minièresbunn, Fond-de-Gras, 700 Millimeter, vier Kilometer
2. Nationales Museum der luxemburgischen Eisenerzgruben, Rundkurs

### Österreich
1. Salzbergwerk Hallstatt
2. Paradeisstollen Radmer in der Steiermark
3. Silberbergwerk Schwaz

### Schweiz
1. Salzbergwerk Bex in der Gemeinde Bex im Kanton Waadt
2. Eisenbergwerk Gonzen im Alpenrheintal bei Sargans
3. Kohlebergwerk Käpfnach in Horgen im Kanton Zürich

## Trivia

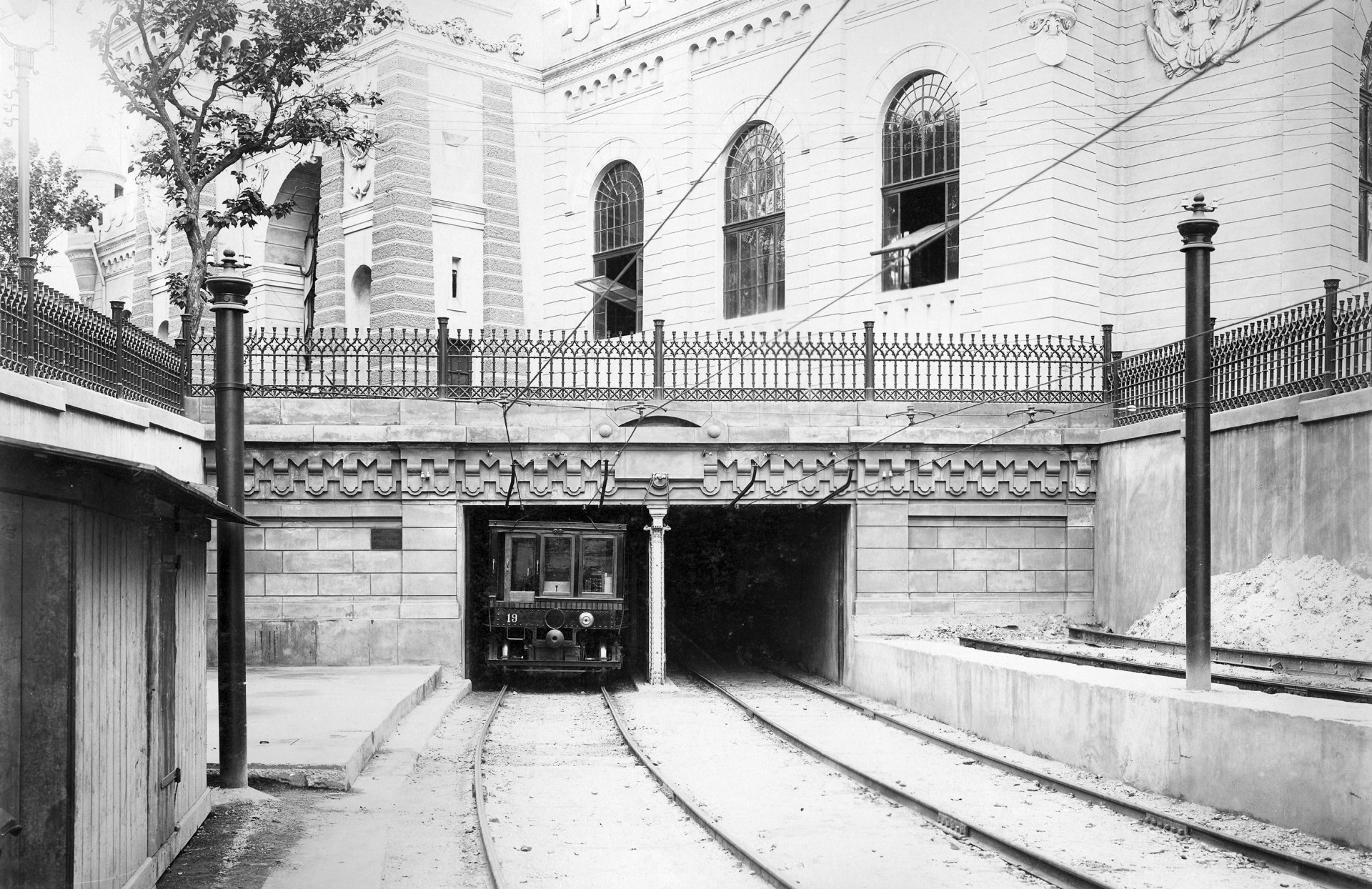
Nach oben gebogene Grubenbahnschienen am Tunnelende der ersten Budapester U-Bahn

Die 1896 in Betrieb genommene erste Budapester U-Bahn-Linie verwendete umgedrehte Grubenbahnschienen, die 50 Millimeter hoch waren und ein Gewicht von fünf Kilogramm je Meter aufwiesen, als Deckenstromschienen im Tunnel.